# برین وایل
برین وایل (انگلیسی: Bryn Vaile؛ زادهٔ ۱۶ اوت ۱۹۵۶) قایقران قایقران بادبانی اهل بریتانیا است.